# Ислам в Болгарии

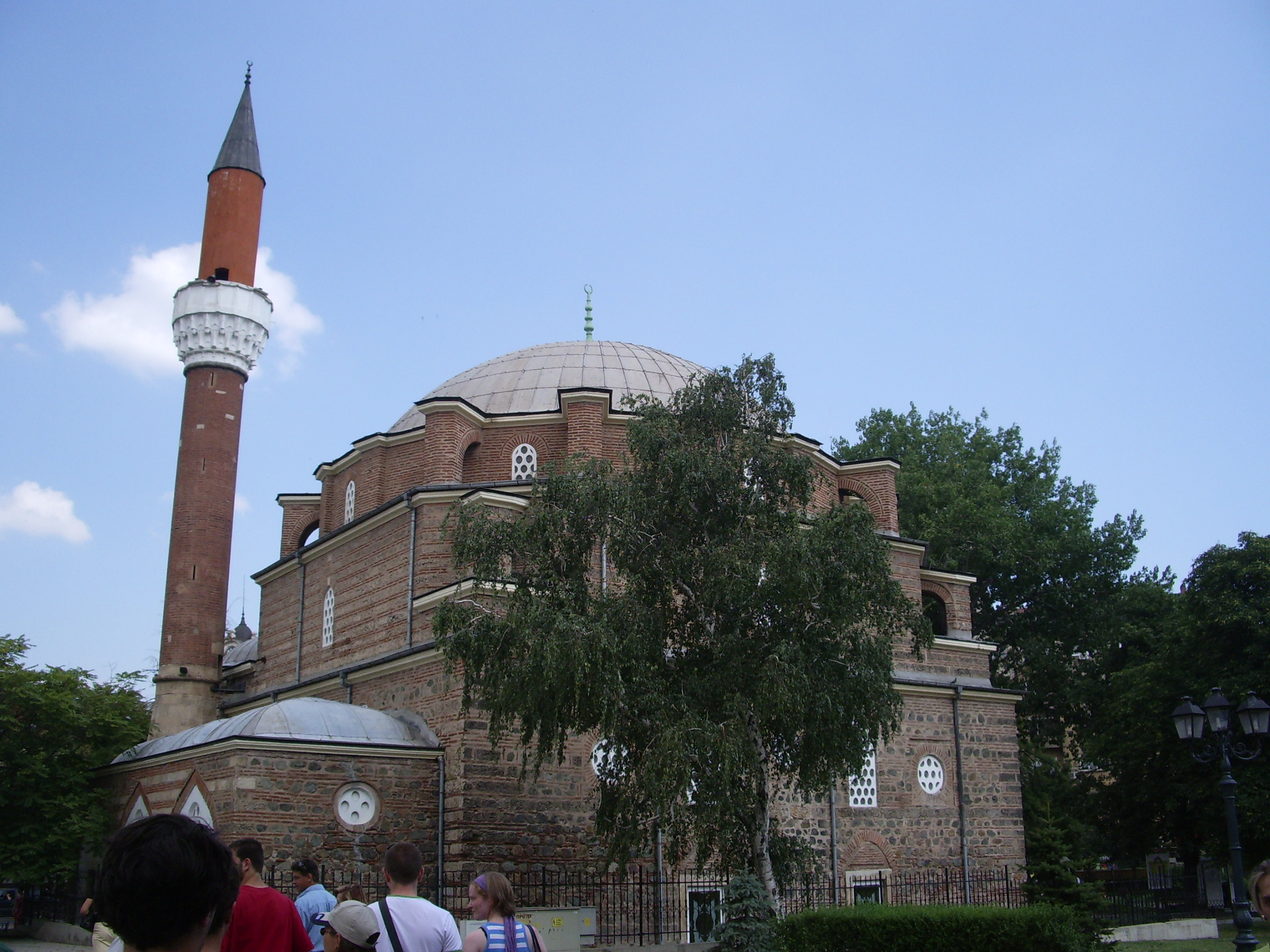
Мечеть в Софии

Карта, показывающая процент мусульман по областям Болгарии (2011)

Ислам на территории современной Республики Болгария — вторая по численности и значению религия. С XIV до середины XIX века ислам занимал ведущее место в жизни и культуры страны, несмотря на то, что большая часть славянского населения продолжала придерживаться православия даже во время зенита Османской империи. Тем не менее значительная часть местных болгар, греков и цыган перешла в ислам по разным причинам (избавление от налогового бремени, перспективы карьерного роста и «службизм») и со временем сблизилась с пришедшими тюркскими поселенцами в культурно-языковом плане. Мусульмане долгое время составляли основное население городов Болгарии, так как только за городскими стенами они чувствовали себя по-настоящему защищёнными от нападений гайдуков.

## Болгаризация
Ускорение темпов прироста сельского болгарского населения с конца XVIII века постепенно изменило демографический баланс в пользу христианского населения, едва не ставшего меньшинством в Болгарии. После обретения суверенитета началась массовая эмиграция мусульман (мухаджирство). Поэтому компактные поселения мусульман сохранились только на северо-востоке и юго-востоке страны, близ границы с Турцией.
После Второй мировой войны были три крупные эмиграции мусульман из Болгарии:
- 1950—1951 годы — около 154 тысяч человек;
- 1968—1978 годы — 130 тысяч человек;
- Май — август 1989 года — 370 тысяч человек.

Тем не менее, мусульманское большинство сохраняется на юго-востоке страны. В столице страны — городе София — мусульмане ныне малочисленны, но действует 1 мечеть Баня Баши (1576 года). В провинциальных городах мечетей значительно больше.

## Численность и этнический состав
По данным переписи 2001 года в стране проживало 966 978 мусульман (или 12,3 % населения страны). Болгария стала первой страной-членом ЕС со столь значительной долей автохтонного мусульманского населения. Абсолютное количество мусульман, конечно, больше в Германии и Франции, однако там ниже их доля (5—10 %). Кроме того, мусульмане Болгарии компактно проживают на её территории уже свыше шести столетий и не являются недавними иммигрантами или их потомками 2—3 поколения.
Мусульмане страны неоднородны по языку и национальности:
- турки — 713 000 (см. турки в Болгарии);
- болгары-мусульмане (или помаки) — 131 000;
- цыгане-мусульмане — 103 000;
- прочие (бошняки, албанцы, арабы и не указавшие этническую принадлежность) — 20 000.